# Jan Papuga

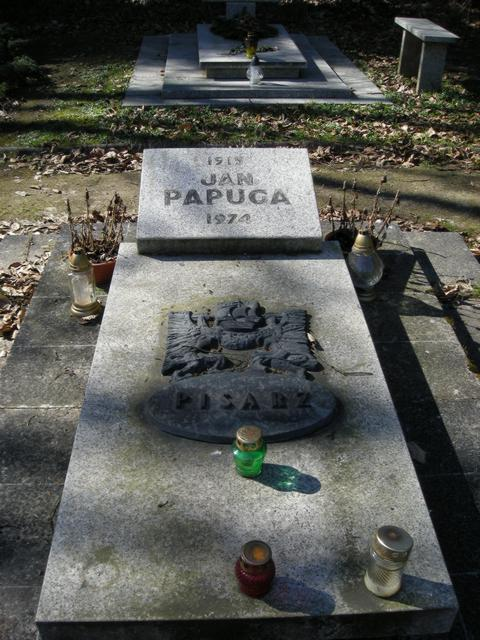
Grób Jana Papugi w kwaterze zasłużonych cmentarza Centralnego w Szczecinie

Jan Papuga ps. Zmas (ur. 16 lutego 1915 we wsi Zbyszek koło Bełchatowa, zm. 2 stycznia 1974 w Szczecinie) – polski prozaik, marynarz.

## Życiorys
Od 1917 mieszkał w Łodzi, gdzie ukończył szkołę podstawową, a następnie pracował jako tragarz oraz listonosz. W latach 1929–1935 był robotnikiem w łódzkim przemyśle, a w latach 1935–1952 marynarzem Marynarki Wojennej, a następnie floty handlowej. Debiutował jako prozaik w 1942 na łamach czasopisma „Nowy Świat” (Nowy Jork). W 1945 powrócił do Łodzi, a w 1947 mieszkał w Szczecinie. W 1949 otrzymał nagrodę miasta Szczecina. Po śmierci pochowany w kwaterze zasłużonych cmentarza Centralnego w Szczecinie.
Jan Papuga jest patronem ulicy na szczecińskim Świerczewie. Popiersie Jana Papugi znajduje się na tzw. Pałacu pod Głowami w Szczecinie wśród innych popiersi osób zasłużonych dla kultury miasta.

## Twórczość
- Najpiękniejszy rejs
- Guadalajara! Guadalajara!
- Rio Papagaio
- Oceany, oceany
- Papierowa dżungla
- Singsiarz
- Okrutny świat